# Pieter De Crem
Pieter Frans Norbert Jozef Raymond de Crem (Aalter, 22 luglio 1962) è un politico belga fiammingo, membro dei Cristiano-Democratici e Fiamminghi. Membro della Camera dei rappresentanti del Belgio dal 1995.
Ha diretto la frazione CD&V nella Camera dei rappresentanti dal 2003 al 2007. Dal 1995 è sindaco di Aalter, nelle Fiandre orientali.
De Crem è stato Ministro federale della difesa dal 21 dicembre 2007 al 11 ottobre 2014. Il 5 marzo 2013 è stato anche nominato Vice primo ministro nel governo federale belga. Ha ricoperto l'incarico di Segretario di Stato per il commercio estero nel governo Michel e in seguito alla riorganizzazione di questo governo ricopre l'incarico di Ministro federale dell'interno a partire dal 9 novembre 2018.

## Formazione e conoscenze linguistiche
De Crem è titolare di un Master in Filologia romana presso la Katholieke Universiteit Leuven e di un Master in Diritto europeo e internazionale presso la Vrije Universiteit Brussel.
Pieter De Crem è di madrelingua olandese. Parla e scrive fluentemente in francese, inglese, tedesco, spagnolo, italiano e portoghese. Ha anche conoscenze basiche della Lingua russa.

## Sindaco di Aalter
Quando Jan De Crem - padre di Pieter De Crem - decise di ritirarsi dopo più di 30 anni in carica come sindaco della città di Aalter, Pieter fu considerato il suo successore preferito. Nel 1994 ha partecipato per la prima volta alle elezioni comunali. È stato immediatamente eletto sindaco. Ha rinnovato il mandato nelle elezioni del 2000 e del 2006.
Durante le elezioni del 2006, tutti i partiti dell'opposizione a Aalter hanno unito i loro sforzi tentando di rompere la maggioranza cristiano democratica. L'opposizione è stata guidata dall'ex ministro federale Jef Tavernier. Tuttavia, le elezioni hanno portato ad un grande successo per la maggioranza in carica, in quanto due dei tre cittadini hanno votato a favore del partito di De Crem.
Con le elezioni municipali del 14 ottobre 2012, De Crem riuscì perfino a aumentare il suo successo. Il suo partito ha vinto con il 64,56% dei voti che gli attribuisce a 19 dei 25 posti a Aalter.

## Inizi della carriera politica
- De Crem ha iniziato la sua carriera politica a livello nazionale nel 1989 quando è diventato presidente della divisione giovanile del Partito Popolare Cristiano (CVP - Christene Volkspartij) per la Regione di Gand-Eeklo. Ha mantenuto questa funzione fino a quando non è stato eletto per la prima volta come sindaco della città di Aalter.
- A metà degli anni '80, il primo ministro Wilfried Martens e il ministro della Difesa Leo Delcroix hanno notato la capacità politica di De Crem. Dopo un breve periodo, De Crem è stato nominato collaboratore negli uffici privati di entrambi i ministri, concentrandosi sulle opportunità politiche di "Rue de la Loi", il centro politico belga. È stato eletto membro del Parlamento per la prima volta il 21 maggio 1995, alla Camera dei rappresentanti. Nonostante la sconfitta elettorale del suo partito CVP nelle elezioni del 1999, De Crem è riuscito a essere rieletto.
- In qualità di membro del CD&V (il CVP ha cambiato nome in CD&V nel 2001) è stato nuovamente eletto il 18 maggio 2003. Viene nominato leader del gruppo CD&V alla Camera dei rappresentanti.
- A livello internazionale, De Crem è stato uno dei rappresentanti belgi dell'Organizzazione per la sicurezza e la cooperazione in Europa (OSCE).
- All'interno del partito CD&V Pieter De Crem appartiene all'ala destra liberale. Durante il periodo di opposizione, le posizioni di De Crem sono state regolarmente sostenute dal Vlaams Belang e dal Centro Democratico Umanista (partito fratello francese della CD&V).

## Incarichi governativi

### Ministro della difesa

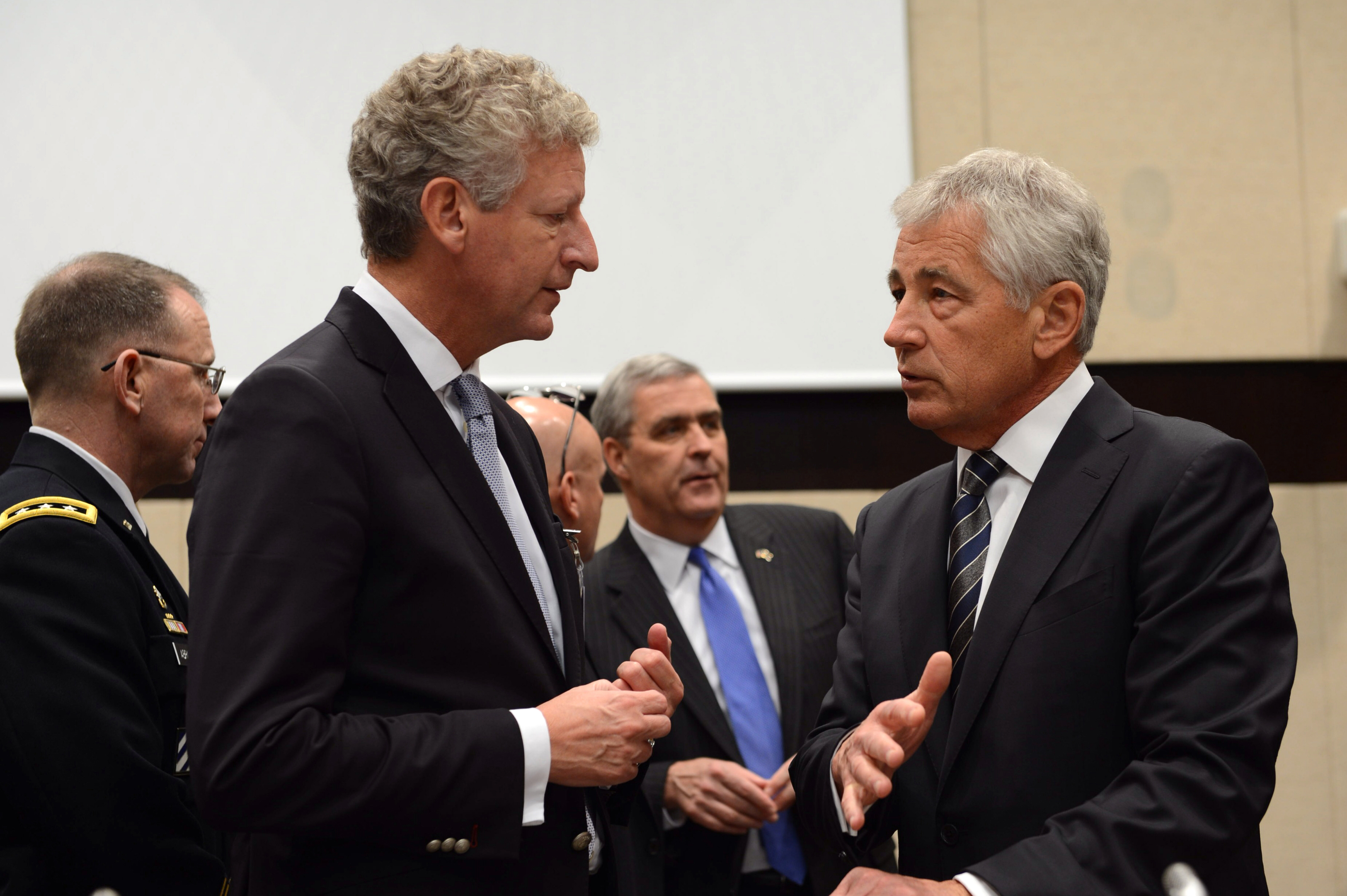
Il Ministro della difesa Pieter De Crem insieme al Segretario della Difesa degli Stati Uniti Chuck Hagel nel 2013

- Il 21 dicembre 2007, quando fu istituito il «governo provvisorio Verhofstadt III», De Crem fu nominato ministro della Difesa. Ha subito riveduto un controverso contratto delle armi, firmato dal suo predecessore André Flahaut, che ha ordinato diverse torrette di 90 mm non standard NATO per i veicoli blindati dell'Armata belga. Il 23 gennaio 2008 è giunta la notizia secondo cui la capacità nucleare fosse presente alla base aerea di Kleine Brogel, confermando così le responsabilità del Belgio nella politica nucleare della NATO.
- De Crem ha aumentato la partecipazione delle forze armate belghe alle operazioni internazionali. A partire dall'inizio del 2009, oltre 1.200 truppe belghe hanno partecipato a missioni di sostegno alla pace in tutto il mondo. Questo è stato un incremento di metà rispetto alla media durante i cinque anni precedenti. Il Belgio ha inviato i primi quattro e successivamente i sei aerei da combattimento F-16 a Kandahar nel sud dell'Afghanistan. Secondo De Crem, sostenuto da numerose relazioni internazionali, occorre dare particolare importanza alla formazione dell'esercito afgano e della polizia. Di conseguenza, ha inviato a Kunduz un gruppo di mentoring e di collegamento operativo nel nord per addestrare l'esercito nazionale afgano. Nel frattempo, la missione UNIFIL in Libano è stata estesa per un anno.
- Ha lanciato anche diverse nuove iniziative. A partire dal settembre 2009 una fregata della marina belga, battente bandiera europea, pattuglia il Golfo di Aden allo scopo di combattere la pirateria.
- Nel maggio 2009, quando una nave belga, la "Pompey", è stata dirottata nel Golfo di Aden, offrì assistenza militare immediata a tutte le navi mercantili belghe che attraversavano lo stretto di Aden. Allo stesso tempo De Crem e il suo collega il Ministro della Giustizia Stefaan De Clerck aggiornano una vecchia legge contro la pirateria per consentire la prosecuzione. È nato il concetto di disposizione di protezione della nave.
- Nell'ambito dei tagli al bilancio del governo belga, il ministro De Crem ha accelerato la riduzione del personale da 42.000 a 37.725 dipendenti. Ha realizzato, sei anni prima del previsto, gli obiettivi di una precedente riforma dell'esercito. Allo stesso tempo ha ridotto il numero di generali del 20 per cento.
- Il 21 ottobre 2009, De Crem ha ottenuto l'approvazione del governo per il proprio piano di trasformazione. Inizialmente ha ricevuto una forte opposizione dai sindacati. Il piano completa tutte le riforme non ancora terminate. De Crem si impegna a completare questa riforma nell'attuale periodo legislativo. Entro il 2012 il numero dei dipendenti si sarebbe dovuto ridurre a 34.000 e 23 caserme militari avrebbero dovuto cessare attività. L'equipaggiamento e il personale sono stati raggruppati per formare nuove e complete unità dispiegabili. Il contingente si sarebbe dovtuto ridurre per riportare la spesa in equilibrio.
- Dopo anni di ricerca nella giungla dell'Africa Centrale, il ministro De Crem ha approvato nuovi sforzi di difesa per individuare i resti di un incidente in elicottero. L'aereo, un Piasecki H-21 Shawnee, è stato pilotato da un equipaggio militare belga di tre uomini. Scomparve nel 1965 in condizioni meteorologiche. Alla fine del 2010, a lungo dell'insistenza delle famiglie, e perché De Crem ritenne importante che fosse conosciuto il destino di ogni soldato disperso, il ministro ha approvato e sponsorizzato una spedizione nella giungla. I paracadutisti belgi hanno trovato il relitto dopo una marcia di quattro giorni attraverso un terreno inaccessibile. Non trovarono tuttavia alcun resto umano, tuttavia, anche se trovarono numeri di serie che hanno dimostrato di aver trovato l'elicottero mancante.
- De Crem ha utilizzato nella seconda metà del 2010 l'opportunità della presidenza belga dell'UE per mettere i primi passi verso una maggiore cooperazione nel campo di una difesa comune europea. Il 9 dicembre 2010 al Consiglio degli affari esteri a Bruxelles, tutti i 27 ministri della Difesa degli Stati membri dell'Unione europea hanno sostenuto l'"Iniziativa quadro di Gand". Gli Stati membri europei si sono impegnati a cooperare maggiormente nel campo della difesa attraverso la condivisione. L'iniziativa quadro si è conclusa alla fine di settembre a Gand durante l'incontro informale convocato dal ministro De Crem.
- Il nome di De Crem è stato presente più volte nei File di Wikileaks. Sono stati inviati dall'ambasciatore statunitense a Bruxelles a Washington affermando che De Crem stesse cercando di diventare un alleato affidabile all'interno della NATO. Un altro messaggio in cui è presentato De Crem afferma che il Belgio è un piccolo paese che può svolgere un ruolo importante in Europa.
- A metà marzo 2011, tutti i partiti politici in parlamento hanno chiesto un atteggiamento decisivo del governo belga in risposta a Muʿammar Gheddafi, che stava utilizzando serbatoi contro la popolazione libica per fermare la "Primavera araba". Come proposto da De Crem, il Belgio ha offerto sei fucilieri F-16, un cacciatore di miniere e centocinquanta soldati alla coalizione internazionale. Il Belgio è stato uno dei primi paesi ad aderire all'operazione della NATO per la protezione della popolazione della Libia.
- Mercoledì 18 aprile 2012, il ministro belga Pieter De Crem e le sue controparti olandesi e lussemburghesi Hans Hillen e Jean-Marie Halsdorf hanno firmato una lettera di intenti sulla cooperazione nel settore della difesa. Ciò ha aperto nuove possibilità per una maggiore cooperazione dei tre eserciti e un'eventuale partecipazione congiunta alle operazioni della NATO o dell'UE.[1]
- L'11 maggio 2012 il ministro della Difesa Pieter De Crem ha ricevuto l'approvazione del Consiglio dei ministri per il suo piano d'investimento per le forze armate belghe. Nel 2012 saranno investiti 242 milioni di euro. Con questo piano, il Belgio ha voluto rispondere alla domanda ricorrente della NATO per il rinnovo delle sue attrezzature militari.[2]
- Il 20 e il 21 maggio 2012, il ministro De Crem, accompagnato dal ministro degli affari esteri Didier Reynders e dal primo ministro belga Elio Di Rupo, ha partecipato al vertice NATO di Chicago, Stati Uniti. Il tema chiave all'ordine del giorno era il ruolo della NATO nella International Security Assistance Force (ISAF) - in Afghanistan. La decisione è stata fatta su tutte le 130.000 forze internazionali, di cui 600 militari belgi, che devono lasciare il paese entro la fine del 2014. Dopo la NATO continuerà ad assistere, formare e sostenere le forze afghane di sicurezza.[3] Il governo belga ha accettato di donare 12 milioni di euro ogni anno dopo il 2014 per la ricostruzione dell'Afghanistan.[4]
- Il 11 luglio 2012 il ministro della Difesa Pieter De Crem annuncia che il governo ha deciso all'unanimità di nominare il tenente generale dell'aviazione Gerard Van Caelenberge come nuovo capo delle forze armate belghe. Il Consiglio dei Ministri del 13 luglio 2012 confermerà tale mandato per un periodo di quattro anni. Il tenente generale Van Caelenberge ha già assunto questa funzione temporaneamente, dopo la dimissioni del suo predecessore, il generale Charles-Henri Delcour nel marzo 2012.[5]
- Durante i negoziati del bilancio per il 2013, il governo belga ha convenuto un taglio di 100 milioni di euro nel bilancio della difesa. Nonostante questa considerevole somma, il ministro De Crem ha assicurato che l'impatto sul dipartimento della difesa sarebbe stato relativamente limitato. Il risparmio sarà effettuato nel settore degli investimenti, anche se senza annullare grandi progetti. Gli investimenti previsti per il 2012, per un valore complessivo di 242 milioni di euro, non saranno influenzati. L'ulteriore attuazione dell'accordo governativo rimarrà quindi il riferimento per questo termine.[6]
- Il 21 dicembre 2012 il primo elicottero NH90 è stato consegnato al Ministero della Difesa belga nel contesto dell'attuazione degli investimenti. La cerimonia di consegna è avvenuta sul sito Eurocopter di Marignane (Francia), in presenza del ministro Pieter De Crem. Questo elicottero fa parte di un ordine per un totale di otto NH90: quattro nella variante TTH (Tactical Transport Elicopter) e quattro NFH (NATO Frigate Elicottero). I TTH saranno utilizzati per missioni di trasporto tattico. Due dei quattro NFH saranno distribuiti sulle frigate di classe M del Belgio; gli altri due avranno la missione di ricerca e soccorso degli attuali Sea Kings.[7]
- L'8 gennaio 2013 Pieter De Crem ha ricevuto la "Grosse Verdienstkreuz mit Stern und Schulterband des Verdienstordens der Bundesrepublik Deutschland". Questa prestigiosa decorazione tedesca è stata assegnata dal presidente federale tedesco Joachim Gauck, in particolare per i suoi sforzi per rafforzare la cooperazione tra le forze armate di entrambi i paesi. La decorazione è stata presentata dall'ambasciatore tedesco in Belgio, Eckart Cuntz.[8]
- Il 15 gennaio 2013, il ministro De Crem ha ricevuto l'approvazione del Consiglio dei ministri per un contributo militare all'operazione militare francese Serval, volta a fermare e sconfiggere una ribellione militante aggressiva islamica nel nord del Mali. La difesa belga dispone di 75 soldati, due aerei da trasporto C-130 e due elicotteri Agusta A109 per Medevac.[9]
- Il 18 febbraio 2013 il governo belga ha deciso di partecipare alla missione di formazione dell'Unione europea (EUTM Mali) in Mali. Il governo ha valutato positivamente la partecipazione belga all'operazione francese Serval. In questo contesto, i piani di trasporto belga C-130 terminano la loro missione il 28 febbraio 2013. Inoltre, il governo ha accettato la proposta del ministro De Crem di partecipare a EUTM. La difesa belga estenderà la presenza dei due elicotteri A109 medevac a beneficio di EUTM. Il governo accetta inoltre un contributo supplementare per fornire truppe di protezione delle forze per il campo di addestramento o la sede, purché tale partecipazione sia proporzionata agli sforzi degli altri partner europei.[10]
- Mercoledì 13 marzo 2013, il vice primo ministro e il ministro della Difesa Pieter De Crem ha ricevuto l'approvazione del ristretto Consiglio dei ministri per inviare 50 truppe belghe in Mali per assicurare la protezione della missione europea (EUTM) al fine di formare le forze armate del Mali. In totale, 150 soldati europei garantiranno la sicurezza di questa missione.[11]
- Mercoledì 17 aprile 2013, il vice primo ministro e il ministro della Difesa Pieter De Crem rappresenta il governo federale belga al funerale della baronessa Margaret Thatcher, ex primo ministro del Regno Unito.
- Alla fine dell'aprile 2013, il ministro De Crem ha inaugurato il nuovo incarico di attaccante belga della difesa in Germania. Questa è una parte di una riorientazione più ampia dei posti di attacchi belgi della difesa in tutto il mondo. All'inizio di quel mese, il ministro De Crem ha già aperto un nuovo posto in Brasile.
- Il 14 maggio 2013 il ministro De Crem e il ministro della difesa del Lussemburgo Jean-Marie Halsdorf hanno firmato un accordo tecnico che rafforzerà la cooperazione tra le forze armate di entrambi i paesi nel settore del trasporto aereo militare. Entrambi i paesi hanno optato per l'aereo da trasporto Airbus A400M.
- Durante una conferenza presso l'Istituto Superiore di Difesa Reale il 12 giugno 2013, il Ministro De Crem ha chiesto la prosecuzione della presenza militare belga in Afghanistan, anche dopo la fine della missione ISAF nel 2014, partecipando al sostegno e alla formazione della missione che sostituirà l'attuale missione guidata dalla NATO. Secondo De Crem, questa è una necessità per assicurarsi che tutti gli sforzi dell'ultimo decennio non siano stati inutili.[12]
- Il 20 giugno 2013 il Consiglio dei Ministri belga ha approvato la proposta di Pieter De Crem per espandere il contributo belga a EUTM Mali inviando 70 truppe come parte della forza di protezione del campo di addestramento Koulikoro. Saranno responsabili della protezione dell'infrastruttura e degli addestratori e altro personale della missione. Inoltre proteggeranno i convogli tra Koulikoro e Bamako e saranno pronti ad intervenire in caso di incidenti come forza di reazione rapida. Il Belgio alternerà il comando di questa missione di protezione con la Spagna. I due elicotteri A109, che stanno già sostenendo la missione EUTM, torneranno in Belgio entro il 31 luglio 2013.[13] Il primo distacco di circa cinquanta soldati è partito per il Mali il 10 luglio 2013, dall'aeroporto militare di Melsbroek, dove sono stati accolti dal ministro De Crem.
- Giovedì 18 luglio 2013, il Senato belga ha approvato due proposte dal ministro De Crem che modificano lo status del personale militare belga. In precedenza, il 17 luglio 2013, la Camera dei rappresentanti del Parlamento belga l'ha già approvata. Questi cambiamenti, il più importante dal 2007, hanno l'obiettivo di modernizzare la difesa belga in termini di struttura del personale, gestione del personale, abilità militari, reclutamento interno e transizione da una carriera militare a una civile.
- A seguito della decisione olandese di acquistare 37 F-35 congiunti del costruttore americano Lockheed Martin, il ministro De Crem ha affermato che anche il Belgio ha bisogno di acquisire un successore per gli F-16. Una decisione deve essere presa rapidamente, ha spiegato De Crem, a causa del grande intervallo di tempo tra una decisione politica e la consegna effettiva dell'aeromobile. Il JSF del F-35 sarà probabilmente l'aereo da combattimento usato all'interno della NATO.
- Il 1° e il 2 ottobre 2013 il ministro De Crem ha visitato le truppe belghe attualmente in Mali nell'ambito della missione di formazione dell'Unione europea EUTM Mali. Il ministro De Crem ha inoltre incontrato i comandanti di EUTM e l'Operazione francese SERVAL e ha parlato con diverse autorità del Mali, delle Nazioni Unite e dell'Unione africana.[14]
- Nel suo discorso al Royal High Institute for Defense dell'11 dicembre 2013, il ministro De Crem ha chiaramente chiesto per la prima volta l'acquisizione di un nuovo aereo da combattimento per sostituire al velivolo F-16, attualmente utilizzato dalla Forze aeree belghe. Secondo il ministro De Crem, la forza aerea belga ha bisogno di circa quaranta aeromobili per rimanere un partner affidabile. Durante lo stesso discorso, il ministro ha anche lanciato la proposta che la regione del Benelux si presenta come un collegio comune per le elezioni europee nel 2019. Questo darebbe al Benelux la stessa importanza numerica nel Parlamento europeo come la Spagna o la Polonia quando si tratta il suo peso di voto.[14]
- Venerdì 13 dicembre il Consiglio dei Ministri belga ha approvato la proposta di Pieter De Crem per contribuire all'operazione militare francese nella Repubblica Centrafricana con un Airbus A330 per il trasporto aereo strategico e un Lockheed C-130 Hercules per il trasporto aereo tattico. Entrambi gli aerei trasporteranno le truppe francesi e africane e le loro attrezzature alla Repubblica Centrafricana. Lo stesso giorno, il Consiglio dei Ministri ha approvato anche le operazioni della difesa belga nel 2014. Le operazioni in corso in Afghanistan e in Libano continueranno. La missione in Mali continua fino a maggio. Nel secondo semestre la Marina belga invierà una fregata per la missione europea ATALANTA. Anche nel secondo semestre, la difesa belga prenderà il comando di un gruppo di battaglia dell'Unione europea. Ciò implica circa 1.800 personale militare belga che può essere dispiegato su una base a breve termine.

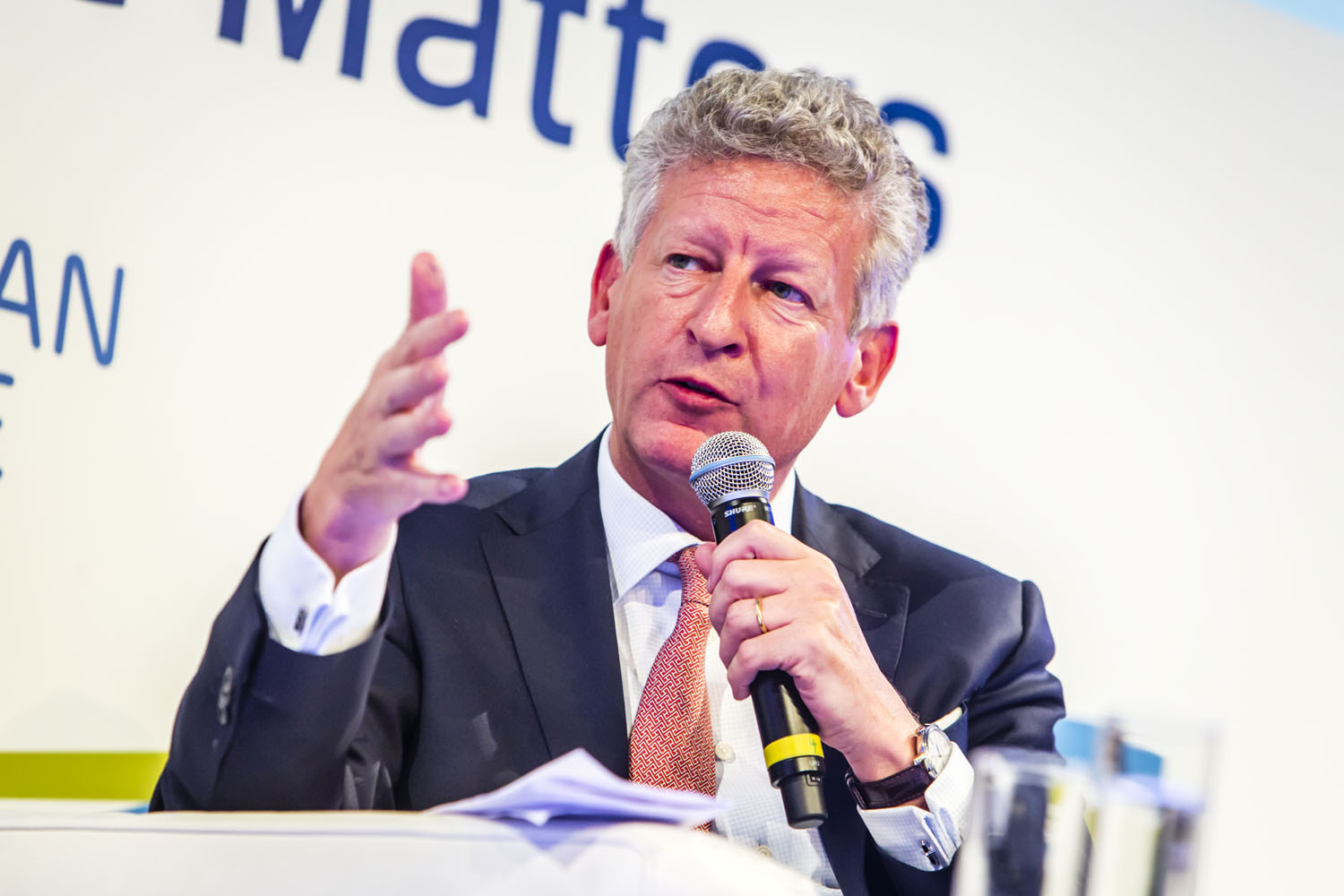
De Crem alla Sessione speciale sulla conferenza europea sulle questioni di difesa il 27 marzo 2014

- Giovedì 6 febbraio 2014, il ministro De Crem ha tenuto un discorso in occasione di una riunione di forze di riserva militare presso la sede NATO di Bruxelles, in cui ha delineato la sua visione sul futuro della NATO. Tra gli altri argomenti, ha sottolineato la necessità di rafforzare ulteriormente il legame transatlantico, con un'equa ripartizione degli oneri tra l'Unione europea e gli Stati Uniti.[15]
- Pieter De Crem è stato spesso considerato il prossimo segretario generale della NATO. Una cosiddetta visita segreta a Washington alla fine del 2013 nutriva queste speculazioni e fonti diplomatiche ben informate lo hanno messo in pole position. Il Consiglio nord Atlantico tuttavia ha concordato il 28 marzo 2014, sull'ex primo ministro norvegese socialista Jens Stoltenberg.
- Il 2 giugno 2014 Pieter De Crem e il suo collega olandese Jeanine Hennis-Plasschaert hanno visitato l'Accademia militare reale di Bruxelles e il centro di formazione belga per i paracadutisti a Schaffen, vicino a Diest. Dalla metà del 2015, i paracadutisti belga e olandesi saranno formati insieme qui. Questa iniziativa fa parte della ricerca continua di entrambi i paesi per rafforzare la cooperazione tra gli alleati nel campo della difesa.
- A seguito di una richiesta formale dagli Stati Uniti al Belgio, il governo federale ei deputati hanno approvato la proposta del vice primo ministro e ministro della Difesa Pieter De Crem per una partecipazione militare belga nella coalizione internazionale contro il gruppo terroristico dello Stato islamico. La difesa belga distribuirà un distaccamento militare composto da 120 persone e sei aerie da caccia F-16, che opereranno dalla Giordania. Questo paese è anche membro della cosiddetta "coalizione dei dispositivi".[16]

### Segretario di Stato per il commercio estero
L'11 ottobre 2014 ha prestato giuramento come segretario di Stato per il commercio estero nel governo federale belga Michel I. La sua politica ha mirato a rafforzare la quota di mercato delle imprese belghe nell'economia globale, basata sul principio "Business to Government". Lo strumento principale a questo proposito è rappresentato dalle missioni economiche a destinazioni in tutto il mondo, mettendo a fuoco il sapere unico delle imprese belghe o promuovendo il Belgio come una delle principali destinazioni d'investimento.

## Curiosità

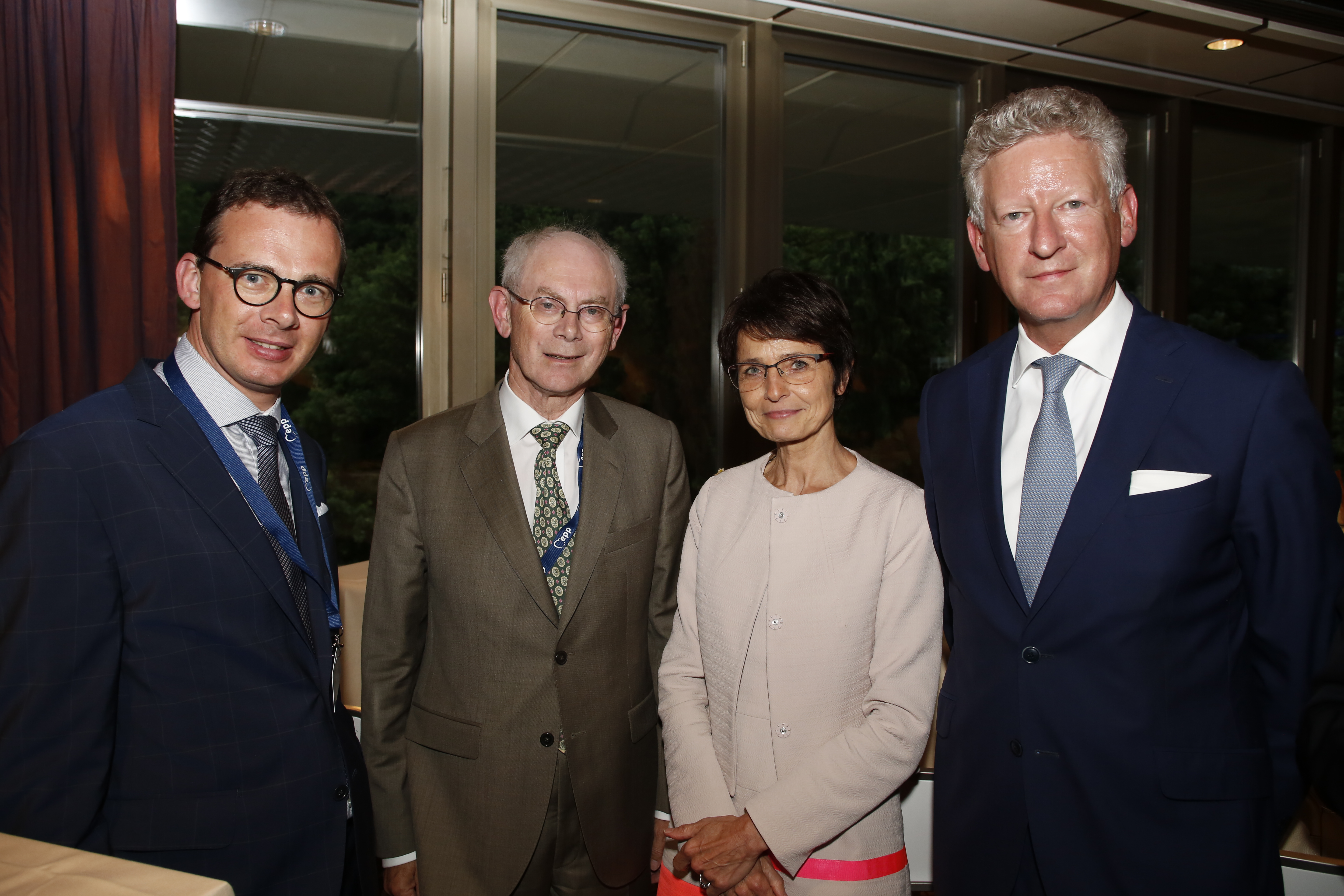
Pieter De Crem, Wouter Beke, Herman Van Rompuy e Marianne Thyssen.

- De Crem ha dovuto affrontare delle critiche per aver visitato un bar di New York con i soldi dei contribuenti, sostenendo che fosse per una riunione delle Nazioni Unite. Tuttavia i suoi aiutanti hanno ammesso di sapere che la riunione fosse stata annullata.[17]
- Inoltre, mentre è capo della difesa dello stato belga, De Crem non ha mai servito nell'esercito, è stato scusato dal ricovero per motivi medici.
- Attualmente è sindaco di Aalter, come suo padre prima di lui. Risulta anche che il municipio di Aalter è chiamato "il Cremlino" dalla stampa. Come ministro della difesa, la sua intenzione di far entrare le truppe belghe nelle missioni NATO gli ha fatto guadagnare il soprannome "Crembo", una parola macedonia del suo cognome con Rambo.
- La professoressa universitaria Christ'l The Landtsheer (Scienze della comunicazione - Università di Anversa) ha descritto Pieter De Crem nel suo libro "Lo scontro dei titani", uno studio scientifico sul profilo psico-politico, come segue: Soprattutto, il Ministro della Difesa Pieter De Crem si mostra come una personalità dominante e ambiziosa, che non ha paura di fare domande critiche, di assumersi dei rischi e di fare ciò che è necessario. È affascinante, fiducioso, eloquente e convincente. De Crem è qualcuno con cui vuoi stare al tuo fianco. Peccato per coloro che non sono d'accordo con la sua visione.[18]
- De Crem è anche conosciuto per il suo sostegno stabile per la manutenzione di armi nucleari sul suolo belga. Come è stato rivelato, ha anche pressato il primo ministro Leterme al fine di mantenere le armi 'segrete' in Belgio.[19]